# Ходор
Ходор, також Хадар (β Центавра) — друга за яскравістю зоря в сузір'ї Центавра й одинадцята за яскравістю зоря на нічному небі. Хадар — біло-блакитний гігант, який перебуває на відстані 390 світлових років від Сонячної системи.
1935 року Дж. Вут (J.G. Voute) виявив, що Хадар — подвійна зоря, він надав їй ідентифікаційний номер VOU 31. Зоря-супутник розташована на відстані приблизно на 1,3" від головної зорі. З часу відкриття взаємне положення компонентів практично не змінилося. Це означає, що період обертання дуже великий, якщо взагалі ця пара зір пов'язана між собою гравітаційно. Крім того, головна зоря є спектрально-подвійною, маючи, принаймні, один супутник з періодом обертання 352 дні.
Назва Хадар походить з арабської, де означає «король». Інша назва — Агена — походить з латини й означає «коліно».
Хадар можна використовувати для орієнтування, поєднавши зорю з Альфою Центавра уявною лінією, яка пройде за кілька градусів від Гакрукса з сузір'я Південний Хрест. Лінія проведена через Гакрукс і Акрукс вкаже напрям на південь.
Офіційно не стверджується, що ця зоря зображена на прапорі Австралії, але розташування зорі Співдружності (під Британським прапором) відносно зір Південного Хреста відповідає розташуванню Хадара на небосхилі[джерело?].